# La Princesse et le Baroudeur
La Princesse et le Baroudeur (Verloren auf Borneo) est un téléfilm allemand réalisé par Ulli Baumann et diffusé en 2012.

## Fiche technique
- Titre original : Verloren auf Borneo
- Réalisation : Ulli Baumann
- Scénario : Serkal Kus
- Photographie : Fritz Seemann
- Musique : Andreas Lonardoni et Michael Klaukien
- Durée : 100 min
- Date de diffusion :
  -  Allemagne : novembre 2012
  -  France : 18 février 2013 sur M6

## Distribution
- Hannes Jaenicke (VF : Guillaume Orsat) : Alexander Kuhl
- Mirjam Weichselbraun (VF : Noémie Orphelin) : Julia zu Hohenberg
- Michael Fitz : Dr Sepp Ochsenmeier
- Patrick Heyn (de) : Felix Schmidt zu Hohenberg
- Craig Fong (en) : Sapto Setiawan
- Margarethe Parlaska : l'ambassadrice

 Source et légende : version française (VF) sur RS Doublage